# Liste der Baudenkmale in Linthe
In der Liste der Baudenkmale in Linthe sind alle Baudenkmale der brandenburgischen Gemeinde Linthe und ihrer Ortsteile aufgelistet. Grundlage ist die Veröffentlichung der Landesdenkmalliste mit dem Stand vom 31. Dezember 2020. Die Bodendenkmale sind in der Liste der Bodendenkmale in Linthe aufgeführt.

## Baudenkmale in den Ortsteilen
In den Spalten befinden sich folgende Informationen:
- ID-Nr.: Die Nummer wird vom Brandenburgischen Landesamt für Denkmalpflege vergeben. Ein Link hinter der Nummer führt zum Eintrag über das Denkmal in der Denkmaldatenbank. In dieser Spalte kann sich zusätzlich das Wort Wikidata befinden, der entsprechende Link führt zu Angaben zu diesem Denkmal bei Wikidata.
- Lage: die Adresse des Denkmales und die geographischen Koordinaten. Link zu einem Kartenansichtstool, um Koordinaten zu setzen. In der Kartenansicht sind Denkmale ohne Koordinaten mit einem roten beziehungsweise orangen Marker dargestellt und können in der Karte gesetzt werden. Denkmale ohne Bild sind mit einem blauen bzw. roten Marker gekennzeichnet, Denkmale mit Bild mit einem grünen beziehungsweise orangen Marker.
- Bezeichnung: Bezeichnung in den offiziellen Listen des Brandenburgischen Landesamtes für Denkmalpflege. Ein Link hinter der Bezeichnung führt zum Wikipedia-Artikel über das Denkmal.
- Beschreibung: die Beschreibung des Denkmales
- Bild: ein Bild des Denkmales und gegebenenfalls einen Link zu weiteren Fotos des Baudenkmals im Medienarchiv Wikimedia Commons

### Alt Bork
| ID-Nr.                           | Lage   | Bezeichnung | Beschreibung                                                                                                  | Bild           |
| -------------------------------- | ------ | ----------- | --- | -------------- |
| 09190714 Wikidata                | (Lage) | Dorfkirche  | Die evangelische Kirche wurde 1910 errichtet. Im Inneren befinden sich einige Stücke aus dem 17. Jahrhundert. | weitere Bilder |
| 09191335 Teilobjekt zu: 09190722 | (Lage) | Taufengel   | Aus der ersten Hälfte des 18. Jahrhunderts stammender Taufengel, der ca. 0,89 Meter groß ist.                 | Taufengel      |

### Deutsch Bork
| ID-Nr.            | Lage   | Bezeichnung | Beschreibung | Bild           |
| ----------------- | ------ | ----------- | --- | -------------- |
| 09190722 Wikidata | (Lage) | Dorfkirche  | Die evangelische Kirche wurde im Jahre 1807 erbaut. Im Inneren ein Gemälde einer Kreuzigung aus der Zeit um 1700. | weitere Bilder |

### Linthe
| ID-Nr.            | Lage   | Bezeichnung | Beschreibung | Bild           |
| ----------------- | ------ | ----------- | --- | -------------- |
| 09190268 Wikidata | (Lage) | Dorfkirche  | Die evangelische Kirche stammt aus dem Anfang des 13. Jahrhunderts. Im Inneren stammt der Altaraufsatz aus dem 18. Jahrhundert. | weitere Bilder |